# Saint-Médard (Lot)
Saint-Médard település Franciaországban, Lot megyében. Lakosainak száma 190 fő (2022. január 1.). Saint-Médard Catus, Crayssac, Labastide-du-Vert, Montgesty és Pontcirq községekkel határos.

## Népesség
A település népessége az elmúlt években az alábbi módon változott:
| Lakosok száma | 134  | 138  | 136  | 163  | 162  | 170  | 177  | 178  | 177  | 190  |
|               | 1968 | 1982 | 1990 | 2006 | 2013 | 2015 | 2017 | 2019 | 2020 | 2022 |